# Der große Macher
Der große Macher (Originaltitel: The Big One) ist ein Dokumentarfilm des US-amerikanischen Filmemachers Michael Moore aus dem Jahr 1997. Der Film begleitet Moore auf der Lesereise zur Promotion seines Buches Querschüsse.

## Handlung

### Profitgier
Moore beschloss, die Reise nicht durch die wichtigsten Städte der USA, wie New York City, Los Angeles oder Chicago zu machen, sondern kleinere Städte aufzusuchen.
Während seiner Reise macht Moore Entdeckungen, die direkt aus einem „Schulbuch für Kapitalismus“ zu stammen scheinen. So erfährt er zum Beispiel, dass die Arbeitskräfte des Süßwarenherstellers PayDay gerade deshalb ihre Arbeitsplätze verloren, weil sie zu produktiv arbeiteten und das Unternehmen dadurch genug Gewinn erwirtschaftet hatte, um ins Ausland abzuwandern. Er besucht Arbeiter von PayDay in Centralia, Illinois, die vor der Entlassung stehen. Diese sagen ihm, dass einige seit 50 Jahren für das Unternehmen arbeiten würden und dass sie keiner Gewerkschaft beigetreten waren und auch nie gestreikt haben. Ein weiterer Stopp ist in einem großen Buchladen in Rockford (Illinois), einer Stadt, die in Rankings als eine der lebensunwertesten Städte der USA erwähnt wurde. In Des Moines, Iowa, wohnt er einem konspirativen Treffen von Mitarbeitern eines Betriebes bei, die nur einen Betriebsrat gründen wollen. Während seiner weiteren Reise zeigt er noch Beispiele von Unternehmen, die ihre Arbeitsplätze ins Ausland verlagern oder Häftlinge beschäftigen, um Personalkosten zu sparen.
Der Präsidentschaftswahlkampf 1996 wird gelegentlich erwähnt, und sowohl Moore als auch die Interviewten sagen, dass es eigentlich kaum Unterschiede zwischen den beiden Parteien gäbe. Schließlich verbucht die Wahl einen neuen Rekord an Nichtwählern. Moore besucht auch das Hauptquartier von Johnson Controls, welches trotz steigender Gewinne Teile seiner Produktion nach Mexiko verlagert hat. Anschließend besucht er Manpower in Milwaukee, ein Unternehmen der Zeitarbeitsbranche, das durch die permanenten Entlassungen in den USA ein rasantes Wachstum erlebt hat. In Madison, der Hauptstadt des US-Bundesstaates Wisconsin, unterhält sich Moore mit einem Vertreter des Gouverneurs Tommy Thompson, den er mit Arbeitslosen konfrontiert, die von sich behaupten, schon etliche Weiterbildungsmaßnahmen absolviert zu haben und die trotzdem keinen Job finden. In Cincinnati besuchte Moore das Unternehmen Procter & Gamble, das ebenfalls trotz stattlicher Gewinne massenhaft Angestellte entlassen hatte.

### Moore vs. Knight
Höhepunkt ist das sehr an Moores früheren Film „Roger & Me“ erinnernde Gespräch zwischen Michael Moore und dem Nike-Vorstandsvorsitzenden Phil Knight in Portland, Oregon, über die Verlagerung von Arbeitsplätzen ins Ausland. Phil Knight sagt, dass er die Nike-Fabriken in Indonesien noch nie besucht habe, dass der Handel aber auch einen positiven Einfluss auf das Land habe. Knight behauptet, dass in den USA keiner mehr Schuhe nähen wolle, er aber über die Errichtung neuer Werke in den USA nachdenken würde, fänden sich genug Arbeitswillige. Daraufhin präsentiert Moore ihm hunderte Leute in Moores Heimatstadt Flint, Michigan, die sofort bei Nike genau diesen Job übernehmen würden. Flint ist durch den Niedergang der US-amerikanischen Automobilindustrie eine stark verarmte Stadt geworden. Trotzdem lenkt Knight nicht ein und am Ende einigen sich Moore und Knight auf eine Spende für einen guten Zweck. Nike hatte zuvor einen Großteil seiner Produktion nach Indonesien ausgelagert, wo die Schuhe teilweise von Kindern (ab 14 Jahren) für 19 US-Cents pro Stunde Arbeitslohn gefertigt werden.

### Stil
Die Reiseberichte werden immer wieder von Reden Moores unterbrochen, die eine Mischung aus ernsthaftem Anprangern und Stand-up-Comedy haben. Der Film beginnt damit, dass
er darüber berichtet, Schecks an Politiker verschickt zu haben, um zu sehen, ob diese sie einlösen würden. Die Spenderorganisation hat er selbst gegründet. Dazu gehören die Pädophilen für den freien Handel oder die Teufelsanbeter für Dole oder die Hanfzüchter. Robert Dole, Pat Buchanan und Bill Clinton lösten diese Schecks ein.
Moore wehrt sich meistens mit Sarkasmus gegen die Umstände. Wenn es nur noch um den Profit ginge, so schlägt er vor, dass General Motors doch Crack verkaufen solle, da dort die Gewinnspanne höher sei als beim Verkauf von Autos. Er kündigt auch an, dass es bei der Inkompetenz der GM-Manager bald kein Crack mehr geben würde.
Moore vermutet auch, dass hinter der Beschäftigung von Sträflingen (z. B. durch TWA) ein Konzept stecke: Man entlässt Menschen, einige geraten auf die schiefe Bahn, landen im Gefängnis und dort könne man sie dann für ein Zehntel des Lohnes wieder für sich arbeiten lassen. Als der konservative Kongressabgeordnete Bob Dornan nach seiner Wahlniederlage gegen die Wertung der Wahl mit dem Argument klagte, illegale Einwanderer hätten seine Gegenkandidatin  Loretta Sanchez  gewählt, reichte Moore eine Beschwerde beim Wahlbüro ein, mit der Argumentation, dass die Wähler, die Dornan gewählt hätten, wahnsinnig seien. Moore erwähnt in ernsteren Momenten, dass die Verfassung der USA vom Volk und nicht von Shareholdern spreche. Er erläutert in einem Radiointerview mit Studs Terkel auch, warum er im Buch Downsize this! (Querschüsse!) ein Bild des durch einen Terroranschlag verwüsteten Murrah Federal Buildings einem Bild eines abgerissenen Gebäudes in Detroit gegenüberstellte. Arbeitslose aus ihren Häusern zu werfen und vor ihren Augen ihre Häuser zu sprengen, bezeichnete er als ökonomischen Terrorismus. Moore beendet den Film mit den Worten one evil empire down, one to go.

### Herkunft des Titels
Der Titel des Filmes geht zurück auf ein Radiointerview, in dem Moore vorschlägt, die USA umzubenennen in „The Big One“, da diese Bezeichnung die wahre Größe und Potenz Amerikas widerspiegele und des Weiteren beeindruckender und einschüchternder klänge als „Vereinigte Staaten von Amerika“. Schließlich nenne sich Großbritannien ja auch nicht „Einige Provinzen auf einer Insel“.

## Kritiken
Eine Auswertung von 39 Filmkritiken ergab eine positive Wertung von 92 % auf Rotten Tomatoes.

## Auszeichnungen und Nominierungen
- Aspen Filmfest 1997: Publikumspreis für den besten Dokumentarfilm
- Boston Society of Film Critics Awards 1998: für den besten Dokumentarfilm
- Denver International Film Festival 1997: Publikumspreis für den besten Dokumentarfilm
- Kansas City Film Critics Circle Awards 1998: für den besten Dokumentarfilm
- Online Film & Television Association 1999: für den besten Dokumentarfilm (zusammen mit Jean Doumanian für Wild Man Blues)
- Online Film Critics Society Awards 1999: für den besten Dokumentarfilm[2]